# Педерсен, Абдул Вахид
Абдул Вахид Педерсен (дат. Abdul Wahid Pedersen, урождённый как Рейно Арильд Педерсен дат. Reino Arild Pedersen; род. 1954, Швеция) — датский имам. 

## Личная жизнь
Педерсен родился в Швеции, его мать — финка. В 1982 году после долгих поисков в разных мировых религиях Педерсен принял ислам. Он был воспитан как христианин, стал свободомыслящим в возрасте 16 лет и был последователем индуизма в течение четырех лет, прежде чем окончательно принял решение принять ислам.
До того, как принять ислам, он некоторое время жил в небольшой коммуне в Ютландии, где курил, а также покупал и продавал каннабис. После этого в декабре 1983 года он был приговорен к одному году и четырём месяцам тюремного заключения по статье 191 Уголовного кодекса о наркотиках.
Он женат на марокканке, у них четверо детей, среди которых датская писательница Захра Педерсен.

## Карьера
Педерсен был вице-президентом организации «Мусульмане в диалоге» в первые годы существования этой организации, которая является датской мусульманской многоэтнической организацией, продвигающей ислам в датское общество.
Педерсен является заместителем председателя Совета мусульман Дании, который в свое время был крупнейшей организацией мусульманских организаций в Дании.
Он является соучредителем и директором трёх частных школ для детей мусульманских родителей в Дании. Он также является соучредителем и долгосрочным вице-председателем Центра изучения исламского христианства в Копенгагене. Он возглавлял проекты по оказанию помощи во многих странах мира. Например, создание школы в провинции Кунар в Афганистане до режима Талибана , которая принимала также девочек.
Он перевел ряд книг по исламу на датский язык. В 1997 году он был первым имамом, который начал проводить пятничные проповеди на датском языке.

## Благотворительная деятельность
В 1988 году Педерсен основал Независимое скандинавское агентство помощи (ISRA) и был его генеральным секретарем. В конце 2004 года счета ISRA были заморожены датскими властями, когда американское министерство финансов ошибочно связало его с организацией Islamic African Relief Agency и обвинениями в поддержке терроризма. В 2005 году после изучения дела датская полиция сняла с ISRA все подозрения в поддержке терроризма. Однако в течение девяти месяцев расследования экономические средства организации были заморожены, что исключило влияние ее проектов.
После этого, в 2005 году Педерсен стал соучредителем Danish Muslim Aid и в течение ряда лет генеральным секретарем этой же организации. DM-Aid, среди прочего, восстановила более 500 домов для людей, пострадавших от землетрясения в районе Кашмира в Пакистане зимой 2005-2006 годов. Организация поддерживает более 700 сирот в более чем 10 странах, финансирует сотни проектов микрофинансирования для бедных семей в Африке, на Ближнем Востоке и в Юго-Восточной Азии. Danish Muslim Aid является крупнейшей благотворительной организацией в Дании, основанной мусульманами. Он является одним из европейских представителей Глобальной сети религий для детей и членом правления Шведской исламской академии.

## Споры
В мае 2007 года он заявил, что обычно выступает против многоженства, если только первая жена не согласится и не даст на это веских оснований, например, не сможет иметь детей.
Педерсен в дебатах 2002 года заявил, что побивание камнями в качестве наказания за прелюбодеяние, хотя и является ужасной формой наказания, было предписано Богом, что само по себе не может быть оспорено людьми. Его заявление заставило других датских мусульман, таких как Шерин Ханкан, публично не согласиться, утверждая, что можно одновременно быть ортодоксальным мусульманином и возражать против побивания камнями.